# مانيلا (يوتا)
مانيلا (بالإنجليزية: Manila, Utah)‏ هي بلدة تقع بولاية يوتا في الولايات المتحدة. تأسست عام 1898، تبلغ مساحتها 2.1 (كم²)، وترتفع عن سطح البحر 1935 م، بلغ عدد سكانها 308 نسمة في عام 2000 حسب إحصاء مكتب تعداد الولايات المتحدة وتصل الكثافة السكانية فيها 146.5 نسمة/كم2.

## ديموغرافيا
حسب مكتب تعداد الولايات المتحدة في عام 2000, كان هنالك 308 نسمة, 105 منزل و 66 أسرة يسكنون في البلدة

## وصلات خارجية
- The US50 - Cities and Towns in Utah State
- Utah Cities and Towns, Facts, Map, Flag, Colleges, Government, and More